# 1–40 Royal Exchange Square

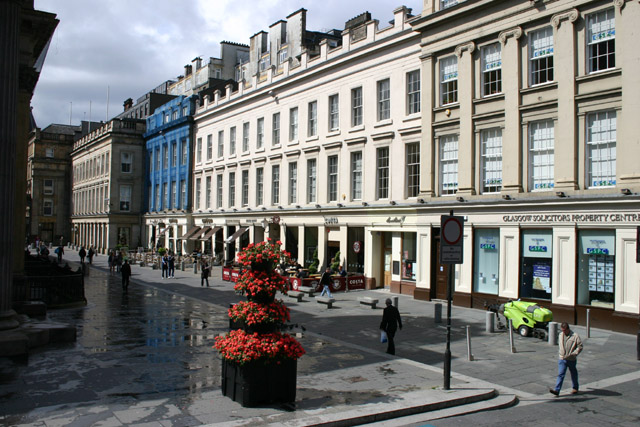
Nordseite mit den Gebäuden 2–40

1–40 Royal Exchange Square ist ein Denkmalensemble aus Geschäftsgebäuden in der schottischen Stadt Glasgow. 1970 wurde es als Einzeldenkmal in die schottischen Denkmallisten in der höchsten Denkmalkategorie A aufgenommen.

## Beschreibung
Mit Ausnahme der Royal Bank of Scotland und der zentral gelegenen Gallery of Modern Art umfasst das Ensemble sämtliche Gebäude am Royal Exchange Square. Die Gebäude 1 bis 29 bilden die Südflanke, während sich entlang der Nordflanke die Gebäude mit den Nummern 2 bis 40 erstrecken. Die Errichtung der um 1830 entstandenen Gebäude leitete der schottische Architekt David Hamilton zusammen mit Robert Black. In den 1960er Jahren wurden die Gebäude Nr. 1 und 3 durch Alexander Buchanan Campbell verändert. 1975 wurde das Ensemble restauriert.
Die dreistöckigen Gebäude sind klassizistisch ausgestaltet. Obschon die Gestaltung der einzelnen Häuser nicht identisch ist, weisen sie zahlreiche gemeinsame Motive auf. Hierzu zählen Pilaster und Friese. Schlichte Gesimse bekrönen an einzelnen Gebäude die Fenster. Die Fassaden einzelner Gebäude schließen mit steinernen Balustraden. Die abschließenden Dächer sind mit Schiefer eingedeckt. Ebenerdig sind Ladengeschäfte eingerichtet.